# 黃南球
黃南球（客家話：Vòng Nàm-khiù, 台語：N̂g Lâm-kiû；1840年7月8日—1919年4月5日:24、27），字韞軒，為清朝棟軍的主要將領，出生於臺灣桃園楊梅，15歲時隨父黃梅怡（一作梅邰）搬至苗栗南庄，曾短暫居住於銅鑼鄉的雞籠山下。為苗栗很多地區的首要開墾者，包含今苗栗三灣、獅潭及大湖，都是他於19世紀中期以創辦的墾號所開墾。

## 簡史
19世紀時，傳統郊商逐漸弱化，臺灣貿易擴大至全世界，部分以新經營方式與外商合作或對抗的商人，變為新富階級，除了黃南球之外，許多以新經營方式與外商合作或對抗的商人，變為新富階級，臺北稻江李春生，艋舺黃昭祿伉儷，臺南沈鴻傑、許遜榮，打狗的陳福謙、陳中和等，都是這時代著名的企業家。
1876年，黃南球以武力平定亂事，被清廷授六品銜，並獲准辦理陸安成聯莊隘，辦理部分隘線事務。之後他創辦黃南球墾號、金萬成墾號及金協成墾號等開發苗栗大湖一帶。1881年，經管臺灣政務的福建巡撫岑毓英再委他招撫臺灣原住民之任務，不久亦以功賞，獲得清廷賞藍翎，升授五品銜，同時取得「新竹總墾戶」頭銜。1889年（光緒15年），黃南球與姜家共同成立廣泰成墾號，開墾新竹北埔一帶。
1895年，根據馬關條約，臺灣割讓，臺灣仕紳開始抵抗，乙未戰爭爆發，他與姜紹祖共同加入李惟義陣營並受重用，聯合對抗日本軍隊，史稱乙未戰爭。黃南球旗下有號稱「五虎將」以羅成、張大滿、謝鳳朗、湯龍和劉發為首的五營強悍鄉勇，而後黃南球把愛女嫁給了羅成之子羅春桂。
不久，乙未戰爭戰敗，渡回中國大陸。1898年，返回臺灣入籍，不過又前往香港。1900年，他應臺灣總督府之邀，返臺擔任苗栗辨務署參事。後來在1909年改任擔任新竹廳參事。返臺後的黃南球以經商為主軸，並擴大產業藍圖。1910年，成立苗栗輕鐵株式會社；1912年，投資大安軌道株式會社，參與採伐木材及樟腦商業，最後亦成為臺灣史上的富豪之一。

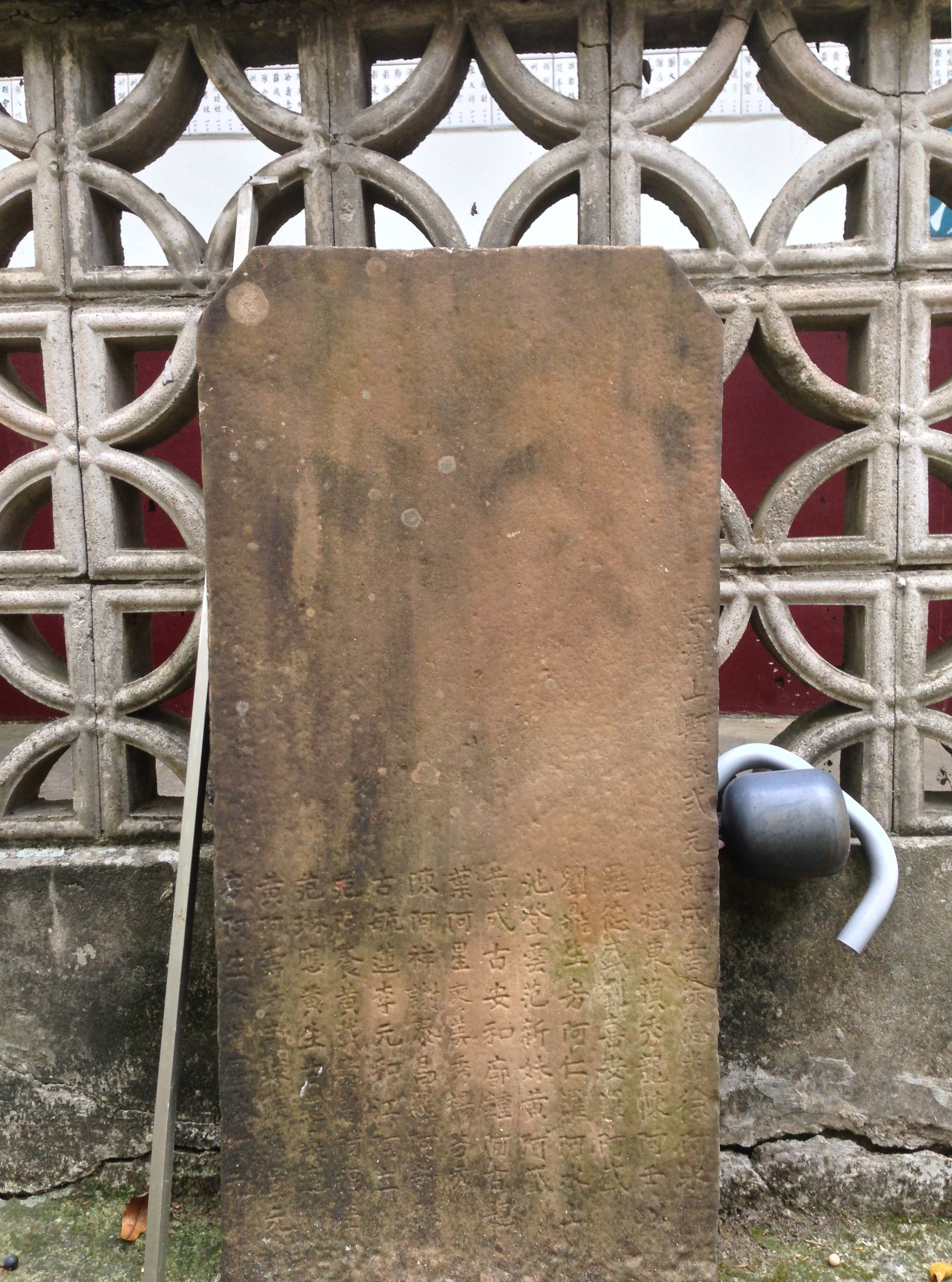
永春宮捐題碑上有黃南球名字。

1919年，黃南球在臺去世，葬於苗栗坪頂山，1927年，黃南球之子黃運寶和黃運和創立「栗社」。銅鑼鄉的雞籠山下故居，經吳姓、李姓、謝姓等善士捐款改建成「勤善寺」，勉勵大家勤於行善。

## 家族

### 祖先
黃南球的祖先可追溯到長樂開基祖伯五郎公（字懷亮），約在明英宗正統年間（1427年─1449年）遷到廣東長樂縣（現為五華縣）:13。傳到四世祖福俊公才創業有成，生活「稍稍有餘」並搬到梅林的尖山一帶（今五華縣梅林鎮尖山村一帶），於尖山置產建宗祠，之後此支派稱為「長樂尖山分派」或「五華尖山分派」:13。而在尖山建立宗祠、作族譜時，對於遷居長樂以前的世系因為缺乏文獻，無法追溯:13。而根據族譜記載可知，傳到第八世時，遷居外地者逐漸增多:14。而在第十五世錫魁公時（黃南球祖父），可能已無法維持耕讀生活、面臨困境，所以子輩才有人遷居臺灣:15。

### 家庭
黃南球之父是黃梅怡，母親叫陳大妹，並有四個哥哥，黃南球為老么:19。

### 後裔
新竹文史工作者黃卓權為其後裔，黃南球為他的高祖父:2，黃運才為其曾祖父:353。

## 結拜兄弟
曾與姜紹祖、鄭以金、李秉瑞、李祥甫、吳湯興、徐驤、邱國霖、傅德生、羅成、張大滿、謝鳳朗、湯龍和劉發等人及新楚軍諸將領歃血為盟，史稱「新苗義軍」。其延續組織為栗社。

### 條列
- 吳密察，《臺灣史小事典》，遠流出版社。
- 連橫，《臺灣通史》
- 《臺灣通史》卷三十五列傳七貨殖列傳，頁951。
- 《臺灣列紳傳》頁156。
- 《臺灣省通志稿》卷七人物志，1959年。
- 《苗栗縣志》卷七人物志，1974年。
- 黃卓權〈拓墾家黃南球傳〉一至三，《三台雜誌》9-11期，1986.12─1987.4。
- 吳文星，〈苗栗內山的拓荒者〉，《臺灣近代名人誌》第三冊。